# Final Fantasy TCG
Le jeu de cartes à collectionner Final Fantasy (en japonais : ファイナルファンタジー・トレーディングカードゲーム Fainaru Fantajī Torēdingu Kādo Gēmu), souvent abrégé en Final Fantasy TCG ou FF-TCG, est un jeu de cartes à collectionner de Square Enix et Hobby Japan. La première itération (la série "Chapter") est sortie au Japon en 2011 mais n'a jamais été publiée en dehors du Japon et a été interrompue afin de sortir une deuxième itération (la série "Opus") dans le monde entier en octobre 2016.
Chaque joueur utilise un jeu de 50 cartes, avec pas plus de 3 exemplaires de la même carte. Les joueurs jouent aux cartes en dépensant des Crystal Points, gagnés en « émoussant » (passant de la verticale à l'horizontale) des cartes de sauvegarde, ou en défaussant des cartes. Le jeu propose un large éventail de personnages de jeux de la série Final Fantasy. Le jeu a un circuit de tournoi mondial.

## Système de jeu

### Anatomie d'une carte
Une carte FFTCG est composée de plusieurs éléments utiles au jeu :
- Son cout, situé dans un cristal, en haut à gauche de la carte. C'est un nombre entier.
- Son nom, généralement celui d'un personnage de jeux de la série Final Fantasy comme Cloud [3]ou Terra[4]
- Une image du personnage, généralement issue du jeu ou d'un dessin réalisé spécifiquement pour le jeu de cartes.
- Un Type, qui peut être Avant, Soutien, Invocation ou Monstre
- Un Job, représentant l'affiliation principale du personnage, comme Samurai ou "Membre d'AVALANCHE"
- Une catégorie, qui indique le jeu d'origine du personnage, comme FFVII ou DFF
- Une zone de texte, indiquant les différents effets de la carte lorsqu'elle est jouée.
- Une force, pour les Avants et certains Monstres, afin de mesurer leur valeur au combat lors des affrontements.
- La zone de texte et le cristal sont d'une couleur, qui indique l'élément de la carte.

### Fonctionnement du jeu
Chaque tour de jeu est composé de différentes phases qui guident le joueur dans les actions à réaliser. Il s'agit de la phase de d'activation, de pioche, des deux phases principales séparées par la phase de combat. Le tour se termine par une phase de fin, où tous les effets ne durant qu'un tour de jeu se dissipent.
Afin de jouer une carte, le joueur doit payer son cout en dullant ("émousser") un de ses soutiens ou en défaussant une carte, qui produira deux CP de sa couleur.
Les avants permettent d'attaquer l'adversaire, ou de se défendre des attaques adverses, lors de la phase de combat. Le défenseur peut choisir de bloquer ou non un attaquant, à l'instar du jeu de carte Magic : L'assemblée. Lorsqu'une attaque n'est pas bloquée, le joueur reçoit un point de dommage, symbolisé par le fait d'ajouter la première carte de son deck, face visible, à sa zone de dommage. Si un joueur reçoit sept point de dégâts, il a perdu la partie.

## Les extensions
Les extensions de FFTCG sont appelées des Opus. Un nouvel opus, d'environ 130 cartes, sort tous les 3 mois. Certains opus amènent régulièrement de nouvelles mécaniques de jeu, tout en explorant de nouvelles. On peut citer : 
- Opus IV : Introduction des monstres
- Opus IX : Introduction des cartes Full Art, nouvelle rareté parallèle.
- Opus XII : Introduction des cartes multi éléments
- Opus XV : Introduction des Cristaux
- Opus XVIII : Introduction des cartes signées
- Opus XXII : Introduction de la Limit Break.

### Liste des extensions
| Extension  | Nom                 | Date             | Nombre de cartes |
| ---------- | ------------------- | ---------------- | ---------------- |
| Opus I     |                     | 28 octobre 2016  | 216              |
| Opus II    |                     | 24 mars 2017     | 148              |
| Opus III   |                     | 21 juillet 2017  | 154              |
| Opus IV    |                     | 1 décembre 2017  | 148              |
| Opus V     |                     | 23 mars 2018     | 166              |
| Opus VI    |                     | 13 juillet 2018  | 130              |
| Opus VII   |                     | 2 novembre 2018  | 138              |
| Opus VIII  |                     | 22 mars 2019     | 148              |
| Opus IX    |                     | 19 juillet 2019  | 124              |
| Opus X     | Ancient Champions   | 8 novembre 2019  | 140              |
| Opus XI    | Soldier's Return    | 27 mars 2020     | 140              |
| Opus XII   | Crystal Awakening   | 6 novembre 2020  | 128              |
| Opus XIII  | Crystal Radiance    | 26 mars 2021     | 138              |
| Opus XIV   | Crystal Abyss       | 6 août 2021      | 130              |
| Opus XV    | Crystal Dominion    | 26 novembre 2021 | 140              |
| Opus XVI   | Emissaries of Light | 15 avril 2022    | 140              |
| Opus XVII  | Rebellion's Call    | 12 août 2022     | 140              |
| Opus XVIII | Resurgence of Power | 25 novembre 2022 | 130              |
| Opus XIX   | From Nightmares     | 24 mars 2023     | 138              |
| Opus XX    | Dawn of Heroes      | 4 août 2023      | 130              |
| Opus XXI   | Beyond Destiny      | 17 novembre 2023 | 134              |
| Opus XXII  | Hidden Hope         | 22 mars 2024     | 124              |
| Opus XXIII | Hidden Trials       | 2 août 2024      | 130              |
| Opus XXIV  | Hidden Legends      | 15 novembre 2024 | TBD              |

## Compétition

### Anatomie du circuit compétitif
Le Circuit Compétitif de FFTCG change tous les ans à l'échelle nationale et continental, mais suit une trâme fixe qui mène à des championnats du monde. Il existe plusieurs types de tournois. Une partie est référencée sur le site officiel de l'éditeur.
Les tournois sont généralement constitués de rondes suisses suivies d'un arbre à élimination direct.
Le circuit compétitif est différent selon le continent, mais les grands principes restent toujours les mêmes.

#### Tournois locaux
Ce sont des tournois organisés par des magasins spécialisés en carte à jouer et jeux de société généralement. Ils ont souvent peu d'enjeus et sont un bon endroit pour découvrir le jeu. Dans certains cas, Square Enix sponsorisent des tournois locaux pour les intégrer au circuit compétitif officiel, ce qui attire plus de joueurs.

#### Tournois régionaux
Il s'agit de tournois de plus grande envergures, qui permettent de se qualifier ou d'obtenir des byes (victoire automatique au premier round) pour des tournois nationaux

#### Tournois nationaux
Les tournois nationaux attirent des joueurs de tout le pays, et parfois venus de l'étranger. Les lots sont souvent conséquents pour les gagnants, et ils se déroulent sur deux jours afin de permettre la bonne tenue de la compétition. Ils offrent généralement quelques places qualificatives pour le Championnat Continental (Europe, Japon, Amérique du Nord, Océanie...)

#### Championnat Continental
Accessible uniquement via une qualification, ces tournois sur deux jours voient les meilleurs joueurs s'affronter entre eux afin de gagner une place pour le Championnat du Monde. Ils ont généralement lieu en septembre/octobre chaque année.

#### Championnat du Monde
Le championnat du Monde est organisé une fois par an, en alternant le pays hôte, par Square Enix. Les meilleurs joueurs de chaque continents sont invités par Square Enix à participer.